# Enkelpedaalharp
De enkelpedaalharp is een harp waarbij men elke noot afzonderlijk door een pedaal kan verhogen of verlagen.
De enkelpedaalharp werd in 1720 uitgevonden in Duitsland door Celestin Hochbrucker.
Net zoals de dubbelpedaalharp heeft deze harp zeven pedalen, maar elk pedaal kan hier slechts in twee verschillende standen worden gezet (bij de dubbelpedaalharp in drie). Op enkelpedaalharp kan men slechts de toonsoorten van 3 mollen tot 4 kruisen spelen omdat de B, E en A (si, mi en la) enkel verlaagd kunnen worden en de F, C, G en D  (fa, do, sol en re) enkel verhoogd.
Deze harp wordt minder vaak gebruikt omdat er veel muziekstukken niet mee kunnen gespeeld worden. Maar door de veel lagere prijs (vaak de helft van een dubbelpedaalharp) wordt hij nog steeds verkocht.